# Johan Jokinen
Johan Daniel Valentiner Jokinen (* 20. Juni 1990 in Kopenhagen) ist ein dänischer Automobilrennfahrer.

## Karriere
Jokinen begann seine Motorsportkarriere im Alter von zehn Jahren im Kartsport, in dem er von 2000 bis 2006 aktiv war. Unter anderem wurde er 2005 dänischer Vizejuniorenmeister und 2006 Dritter in der europäischen ICA Meisterschaft. 2007 wechselte er in den Formelsport und trat in verschiedenen Formelklassen an. Sein Hauptaugenmerk lag auf der dänischen Formel Ford, in der er mit fünf Siegen den Vizemeistertitel gewann. Außerdem wurde er Meister des dänischen Formel Ford Junior Cups, der im Rahmen der dänischen Formel Ford verliehen wurde. Nachdem er bereits 2007 bei einigen Rennen der nordeuropäischen Formel Renault gestartet war, trat er 2008 in dieser Serie an und wurde mit einem Sieg Fünfter in der Gesamtwertung. Außerdem nahm er an vier Rennen des Formel Renault 2.0 Eurocups teil.
2009 wechselte Jokinen zum deutschen Rennstall Kolles & Heinz Union und ging in der Formel-3-Euroserie an den Start. Der Däne blieb punktelos und belegte mit einem neunten Platz als beste Saisonplatzierung den 24. Gesamtrang. Darüber hinaus trat er erneut zu vier Rennen des Formel Renault 2.0 Eurocups an. 2010 startete er zunächst in der Formel 2 und stand beim ersten Rennwochenende als Dritter des zweiten Rennens auf dem Podest. Ab dem vierten Rennwochenende trat er nicht mehr an und belegte am Saisonende den 17. Gesamtrang.
2011 trat er für Cedars zu den ersten vier Rennen der European F3 Open an. Er erzielte zwei Siege. Am Saisonende lag er auf dem zehnten Meisterschaftsplatz. Anschließend nahm er für KEO Racing an je einer Veranstaltung der nordeuropäischen Formel Renault und des Formel Renault 2.0 Eurocups teil. 2012 wird Jokinen für KEO Racing im Formel Renault 2.0 Eurocup an den Start gehen.

## Statistik

### Karrierestationen
| - 2000–2006: Kartsport - 2007: Dänische Formel Ford (Platz 2) - 2008: Nordeuropäische Formel Renault (Platz 5) | - 2009: Formel-3-Euroserie (Platz 24) - 2010: Formel 2 (Platz 17) - 2011: European F3 Open (Platz 10) | - 2011: Nordeuropäische Formel Renault (Platz 28) - 2011: Formel Renault 2.0 Eurocup |